# Kapgans

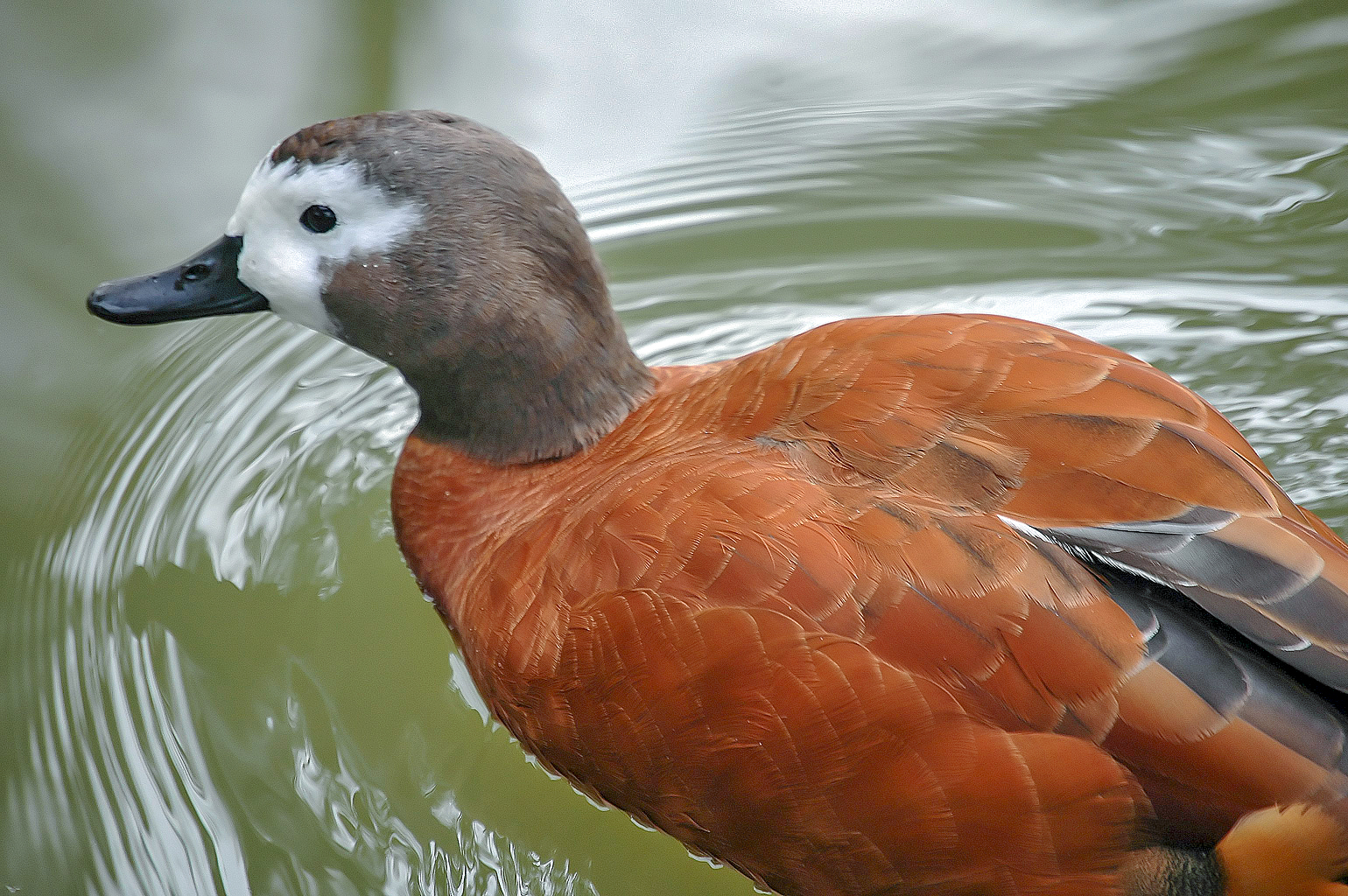
Weibchen der Kapgans

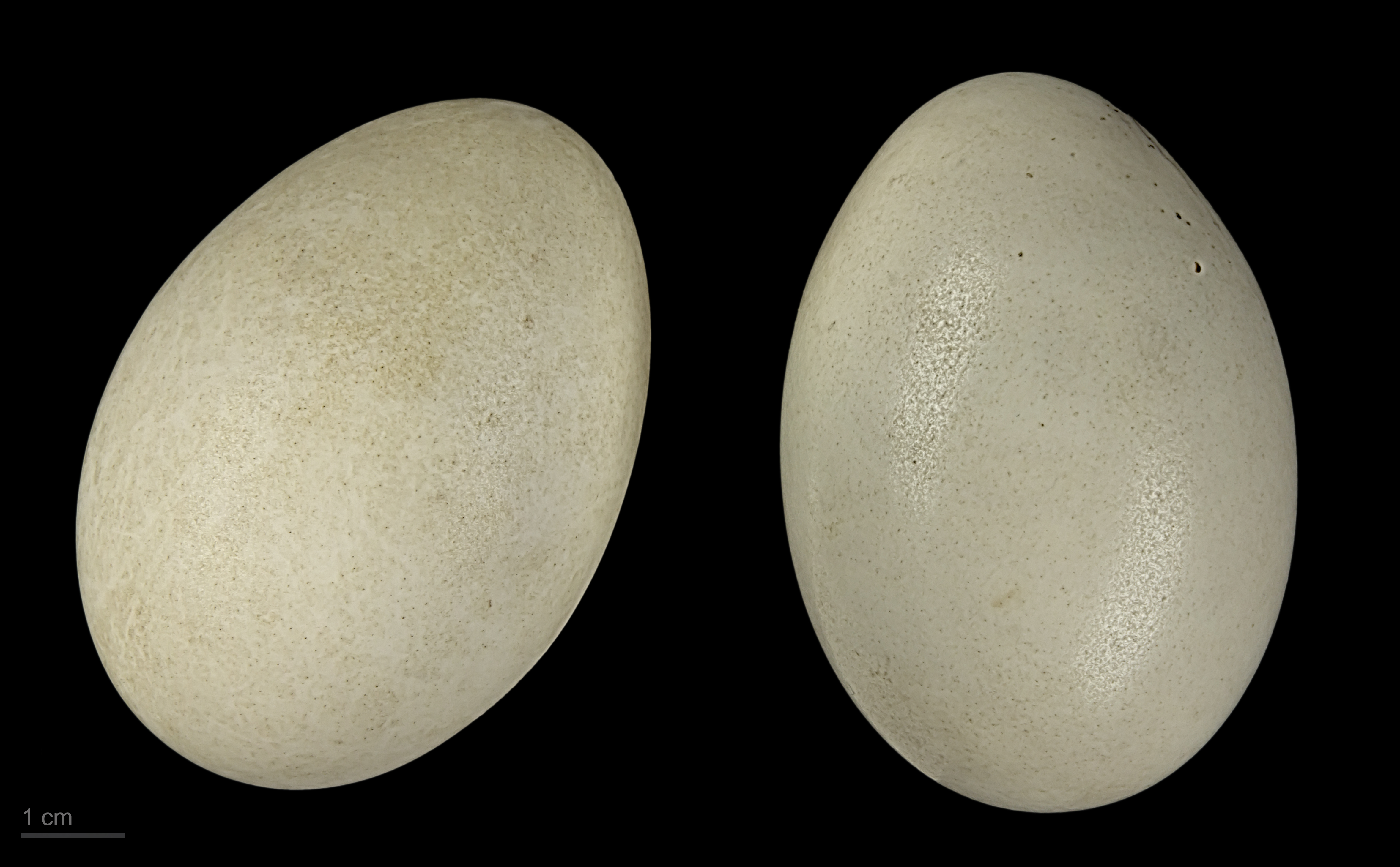
Eier der Kapgans

Die Kapgans (Tadorna cana) auch Graukopfkasarka ist eine Art aus der Unterfamilie der Halbgänse. Wie alle Kasarkas weist auch die Kapgans sowohl Merkmale gründelnder Enten der Seichtwasserzone als auch Merkmale äsender Gänse der angrenzenden Weideflächen auf. Sie kommt nur im südlichen Afrika vor.
In Mitteleuropa ist die Kapgans gelegentlich als sogenannter Gefangenschaftsflüchtling freifliegend zu beobachten. In der Schweiz gab es verschiedentlich auch Mischbruten mit dort eingebürgerten Rostgänsen.

## Erscheinungsbild
Kapgänse haben eine durchschnittliche Körperlänge von 64 Zentimetern. Der Unterschied im Federkleid ist zwischen den Geschlechtern gering. Bei Männchen sind die Kopfseiten durchweg grau, während sie bei Weibchen unterschiedlich ausgedehnt sind. Die Männchen sind mit 1,5 Kilogramm jedoch etwas schwerer als die Weibchen. Diese wiegen durchschnittlich 1,2 Kilogramm.
Das Ruhekleid weist nur wenige Unterschiede zum Prachtkleid auf. Es ist insgesamt etwas dunkler und das Mantelgefieder weist eine feine, schwarz-graue Kritzelung auf. Die Brust ist fahl gelblich.
Das Mantelgefieder des Jugendkleides ist lehmgelb bis lehmbraun. Der Kopf ist graubraun, wobei die Schnabelbasis etwas aufgehellt ist. Die großen Flügeldecken sind grau, während sie bei den adulten Vögeln weiß sind. Weibchen haben im Jugendkleid weiße Augenringe.
Das Männchen ruft tief hou oder honk und gelegentlich ein harsches hark. Weibchen zischen während der Verteidigung ihrer Brut.

## Verbreitung, Lebensraum und Lebensweise
Kapgänse brüten im südlichen Afrika. Zentren der Verbreitung sind Namibia und die Republik Südafrika. Während des afrikanischen Winters zieht ein großer Teil der Population in nordöstlicher Richtung, um dort die Mauser zu durchlaufen. Etwa 75 Prozent der Gesamtpopulation versammelt sich in dieser Zeit auf wenigen Gewässern. Der Bestand wird auf etwa 42.000 Individuen geschätzt.
Bevorzugter Lebensraum der Kapgänse sind flach auslaufende große Seen und Flüsse. Sie profitieren außerdem von den in Agrarzonen angelegten Staugewässern.
Der Brutbeginn ist abhängig von der regionalen Regenzeit und dem Nahrungsangebot im jeweiligen Bereich. Die Kapgänse besetzen dabei große Brutreviere und verteidigen diese aggressiv. Die Brut findet in Erdhöhlen statt. Sie nutzen dabei besonders häufig Baue der Erdferkel. Diese sind oft weit vom nächsten Gewässer entfernt. Ein Gelege umfasst in der Regel zwischen zehn und vierzehn Eier. Die Brutdauer beträgt 30 Tage. Die Jungvögel sind ab dem 2. Lebensjahr geschlechtsreif. Nach dem Ende der Jungenaufzucht bilden Kapgänse lockere Schwärme.
Kapgänse ernähren sich überwiegend pflanzlich. Sie fressen bevorzugt zarte Blätter, Blütenköpfe und Samen und nehmen mitunter auch große Mengen an Algen auf. Daneben werden auch Insektenlarven und Crustaceen gefressen.

## Haltung in Europa
Kapgänse wurden bis 1940 nur sehr selten für die Zoos in Europa importiert. Die heutige europäische Gehegepopulation stammt weitgehend von Importtieren der 1960er Jahre ab. Kapgänse sind zwar leicht nachzuzüchten und gelten innerhalb der Gattung der Kasarkas als die robusteste Art. Sie sind jedoch gleichzeitig sehr aggressiv, so dass sie meist in Einzelgehegen gehalten werden.